# Hoeocryptus ferrugatorius
Hoeocryptus ferrugatorius là một loài tò vò trong họ Ichneumonidae.